# فاون
فاون یک شرکت آمریکایی است که فناوری حسگر تصویر را تولید و توزیع می‌کند. آن حسگر فاون ایکس۳ را می‌سازد که در برخی از دوربین‌های دیجیتال تصاویر را ضبط می‌کند.
فاون در سال ۱۹۹۷ تأسیس شد و در سانتا کلارا، کالیفرنیا مستقر است. در سال ۲۰۰۸ توسط شرکت سهامی سیگما خریداری شد.